# Pimephales promelas
Pimephales promelas, die Amerikanische Dickkopfelritze, ist eine ursprünglich in Nordamerika beheimatete Fischart aus der Familie der Karpfenfische.

## Vorkommen

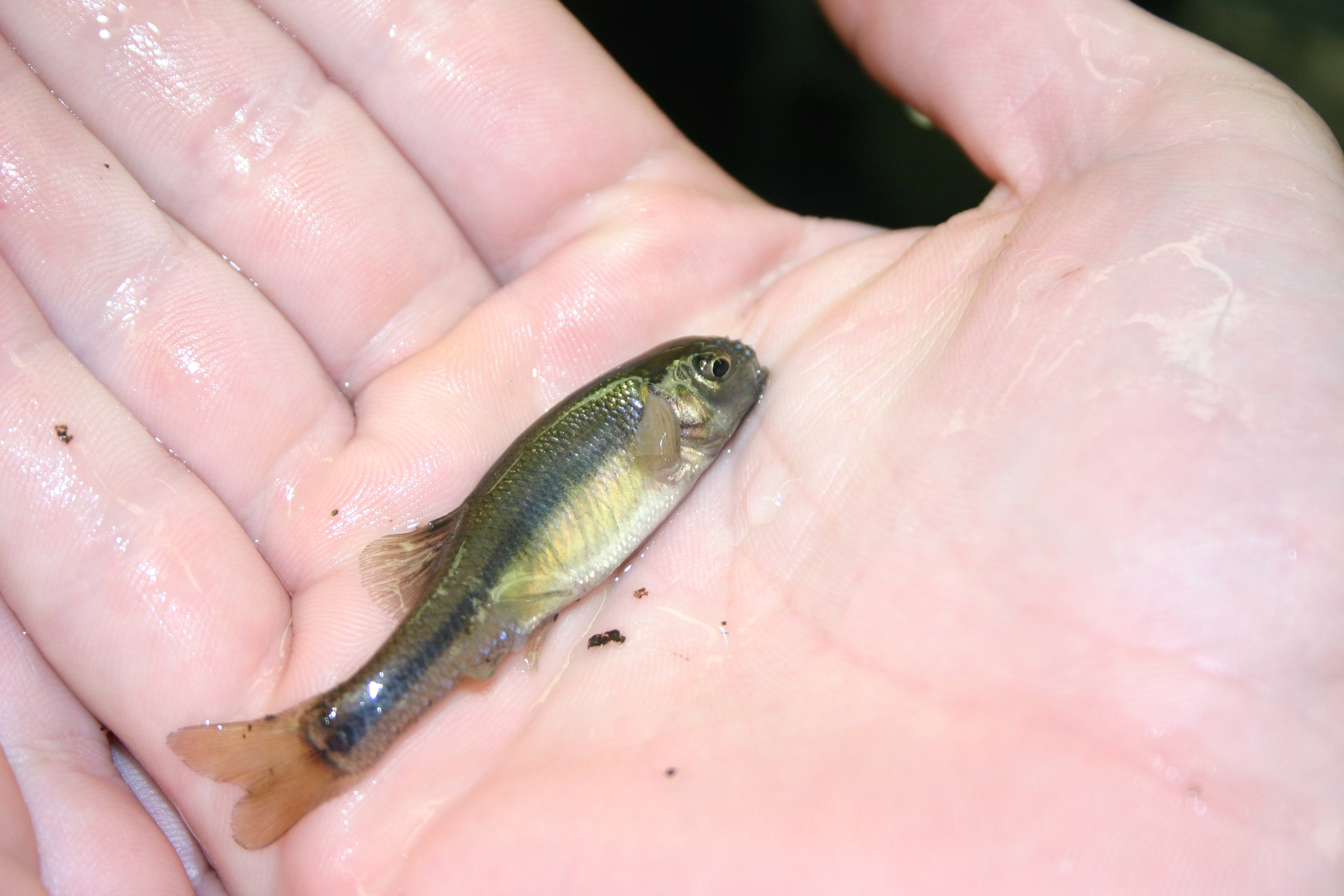
Junge Dickkopfelritze

Die Amerikanische Dickkopfelritze kommt in Nordamerika zwischen 29° N (Mexiko) und 61° N (Alaska) vor.
In Deutschland wurde die Art als Neozoon an der Oberweser und in Mittelhessen nachgewiesen.

## Beschreibung
Die durchschnittliche Länge beträgt 7,3 cm.
Der erste sichtbare Strahl der Rückenflosse ist zu einem dicken, verknöcherten Stachel entwickelt. Das Maul ist endständig, die Seitenlinie nur in der ersten Hälfte sichtbar. Die Anfänge von Rückenflosse und Bauchflosse stehen weitgehend übereinander.
Flossenformel: Dorsale 8, Anale 7.

## Lebensweise
Die Männchen leben territorial und verteidigen ihre Brut. Namensgebend für die Art ist ihre Verwandlung zur Laichzeit, wenn der Kopf der Männchen an der Stirn deutlich dicker wird.
Amerikanische Dickkopfelritzen tolerieren auch brackige Bedingungen. Sie ernähren sich von Algen und Detritus.
Pimephales promelas kann die Alarmsubstanz Hypoxanthin-3-N-oxid freisetzen.

## Nutzung
Die Amerikanische Dickkopfelritze ist zu klein für eine Nutzung als Speisefisch. Die Art wird jedoch seit Jahrzehnten für ökotoxikologische Tests genutzt.
Die EPA hat eine Datenbank mit LC50-Werten für über 600 Chemikalien angelegt.